# Precious Metal
Precious Metal – amerykańska, kobieca grupa hairmetalowa działająca w latach 1983–1992.

## Początki
Założycielką była perkusistka Susette Andres, która zamieściła ogłoszenie w lokalnej gazecie. Pierwsza zgłosiła się gitarzystka Mara Fox. Wkrótce do zespołu dołączyły: Janet Robin, pobierająca naukę gry na gitarze od Randy'ego Rhoadsa, wokalistka Leslie Knauer i basistka Alex Rylance. Susette Andres opuściła zespół, a zastąpiła ją Carol Control. Dziewczyny wkrótce rozpoczęły współpracę z producentem Paulem Sabu i podpisały kontrakt z wytwórnią PolyGram, będącą częścią wytwórni Mercury.

## Lata 80.
Precious Metal wydały swój debiutancki album Right Here, Right Now w 1985 roku. Krążek był promowany przez singel "Bad Guys". Najpopularniejszym utworem zespołu był "Cheesecake". Holenderski zespół The Dolly Dots wykonał cover grupy, "This Girl", który w tym wykonaniu stał się europejskim hitem. Wkrótce ukazał się drugi album, nazwany That Kind Of Girl. Jednymi z popularniejszych utworów były "Sweet Sweet" (grupa wystąpiła nawet w programie telewizyjnym, by zaprezentować piosenkę) i utwór tytułowy. Zespół jednak nadal nie był zbyt popularny, tym samym pozostając w tzw. undergroundzie.

## Koniec kariery
Po małym sukcesie That Kind Of Girl grupę opuściła basistka Alex Rylance, ponieważ zaangażowała się w wiele innych projektów muzycznych i nie wkładała wiele wysiłku w pracę zespołu. Rylance została zastąpiona przez Julię Farey.
W 1990 ukazał się LP o nazwie Precious Metal, zawierający nieco cięższe brzmienie i stanowczy wokal, nadal jednak stylistyka zespołu utrzymywała się między glam metalem i pop rockiem.
Zespół rozpadł się w 1992, ale jego członkinie spotkały się ponownie w 1998, by wybrać 21 najlepszych uttworów na płytę What You See Is What You Get: The Very Best Of Precious Metal.

## Ostatni koncert
Knauer, Robin, Farey i Control zjednoczyły się w 2014, by zagrać koncert w klubie The Mint, zorganizowanym pod tytułem "Ladies Of Rock Against Breast Cancer" (Kobiety Rocka Przeciwko Raku Piersi).

## Ostatni skład
- Leslie Knauer – wokal
- Janet Robin – gitara, keyboard
- Mara Fox – gitara
- Julia Farey – gitara basowa
- Carol M. Control – perkusja

Byli członkowie
- Alex Rylance – gitara basowa
- Susette Andres – perkusja, założycielka

## Dyskografia
1. Right Here, Right Now (1985)
2. That Kind Of Girl (1988)
3. Precious Metal (1990)
4. What You See Is What You Get: The Very Best Of Precious Metal (1998)